# 전두환 정부의 국무위원
본 문서는 전두환 정부의 국무위원 명단을 나타낸 것이다. 

## 국무위원 명단
| 직위            | 날짜       | 날짜       | 날짜       | 날짜       | 날짜       | 날짜       | 날짜       | 날짜       | 날짜       | 날짜       | 날짜        | 날짜       | 날짜         | 날짜       | 날짜       | 날짜       | 날짜       | 날짜       | 날짜       | 날짜        |
| --------------- | ---------- | ---------- | ---------- | ---------- | ---------- | ---------- | ---------- | ---------- | ---------- | ---------- | ----------- | ---------- | ------------ | ---------- | ---------- | ---------- | ---------- | ---------- | ---------- | ----------- |
| 직위            | 1980년 9월 | 1981년 3월 | 1981년 4월 | 1981년 7월 | 1982년 1월 | 1982년 3월 | 1982년 4월 | 1982년 5월 | 1982년 6월 | 1983년 7월 | 1983년 10월 | 1985년 2월 | 1985년 7·8월 | 1986년 1월 | 1986년 8월 | 1987년 1월 | 1987년 5월 | 1987년 7월 | 1987년 9월 | 1987년 12월 |
| 대통령          | 전두환     | 전두환     | 전두환     | 전두환     | 전두환     | 전두환     | 전두환     | 전두환     | 전두환     | 전두환     | 전두환      | 전두환     | 전두환       | 전두환     | 전두환     | 전두환     | 전두환     | 전두환     | 전두환     | 전두환      |
| 국무총리        | 남덕우     | 남덕우     | 남덕우     | 남덕우     | 유창순     | 유창순     | 유창순     | 유창순     | 김상협     | 김상협     | 진의종      | 노신영     | 노신영       | 노신영     | 노신영     | 노신영     | 이한기     | 김정렬     | 김정렬     | 김정렬      |
| 경제기획원 장관 | 신병현     | 신병현     | 신병현     | 신병현     | 김준성     | 김준성     | 김준성     | 김준성     | 김준성     | 서석준     | 신병현      | 신병현     | 신병현       | 김만제     | 김만제     | 김만제     | 정인용     | 정인용     | 정인용     | 정인용      |
| 국토통일원 장관 | 이범석     | 이범석     | 이범석     | 이범석     | 손재식     | 손재식     | 손재식     | 손재식     | 손재식     | 손재식     | 손재식      | 이세기     | 박동진       | 박동진     | 허문도     | 허문도     | 허문도     | 허문도     | 허문도     | 허문도      |
| 외무부 장관     | 노신영     | 노신영     | 노신영     | 노신영     | 노신영     | 노신영     | 노신영     | 노신영     | 이범석     | 이범석     | 이원경      | 이원경     | 이원경       | 이원경     | 최광수     | 최광수     | 최광수     | 최광수     | 최광수     | 최광수      |
| 내무부 장관     | 서정화     | 서정화     | 서정화     | 서정화     | 서정화     | 서정화     | 노태우     | 노태우     | 노태우     | 주영복     | 주영복      | 정석모     | 정석모       | 정석모     | 김종호     | 정호용     | 고건       | 정관용     | 이상희     | 이상희      |
| 재무부 장관     | 이승윤     | 이승윤     | 이승윤     | 이승윤     | 나웅배     | 나웅배     | 나웅배     | 나웅배     | 강경식     | 강경식     | 김만제      | 김만제     | 김만제       | 정인용     | 정인용     | 정인용     | 사공일     | 사공일     | 사공일     | 사공일      |
| 법무부 장관     | 오탁근     | 오탁근     | 이종원     | 이종원     | 이종원     | 이종원     | 이종원     | 정치근     | 배명인     | 배명인     | 배명인      | 김석휘     | 김성기       | 김성기     | 김성기     | 김성기     | 정해창     | 정해창     | 정해창     | 정해창      |
| 국방부 장관     | 주영복     | 주영복     | 주영복     | 주영복     | 주영복     | 주영복     | 주영복     | 윤성민     | 윤성민     | 윤성민     | 윤성민      | 윤성민     | 윤성민       | 이기백     | 이기백     | 이기백     | 이기백     | 정호용     | 정호용     | 정호용      |
| 문교부 장관     | 이규호     | 이규호     | 이규호     | 이규호     | 이규호     | 이규호     | 이규호     | 이규호     | 이규호     | 이규호     | 권이혁      | 손제석     | 손제석       | 손제석     | 손제석     | 손제석     | 손제석     | 서명원     | 서명원     | 서명원      |
| 체육부 장관     |            |            |            |            |            | 노태우     | 이원경     | 이원경     | 이원경     | 이원경     | 이영호      | 이영호     | 이영호       | 박세직     | 이세기     | 이세기     | 이세기     | 조상호     | 조상호     | 조상호      |
| 농림수산부 장관 | 정종택     | 고건       | 고건       | 고건       | 고건       | 고건       | 고건       | 박종문     | 박종문     | 박종문     | 박종문      | 황인성     | 황인성       | 황인성     | 황인성     | 황인성     | 김주호     | 김주호     | 김주호     | 김주호      |
| 상공부 장관     | 서석준     | 서석준     | 서석준     | 서석준     | 서석준     | 서석준     | 서석준     | 김동휘     | 김동휘     | 김동휘     | 금진호      | 금진호     | 금진호       | 금진호     | 나웅배     | 나웅배     | 나웅배     | 나웅배     | 나웅배     | 나웅배      |
| 동력자원부 장관 | 박봉환     | 박봉환     | 박봉환     | 박봉환     | 이선기     | 이선기     | 이선기     | 이선기     | 서상철     | 서상철     | 최동규      | 최동규     | 최동규       | 최창락     | 최창락     | 최창락     | 최창락     | 최창락     | 최창락     | 최창락      |
| 건설부 장관     | 김주남     | 김주남     | 김주남     | 김주남     | 김종호     | 김종호     | 김종호     | 김종호     | 김종호     | 김종호     | 김성배      | 김성배     | 김성배       | 이규효     | 이규효     | 이규효     | 이규효     | 이규효     | 이규효     | 최동섭      |
| 보건사회부 장관 | 천명기     | 천명기     | 천명기     | 천명기     | 천명기     | 천명기     | 천명기     | 김정례     | 김정례     | 김정례     | 김정례      | 이해원     | 이해원       | 이해원     | 이해원     | 이해원     | 이해원     | 이해원     | 이해원     | 이해원      |
| 노동부 장관     |            |            | 권중동     | 권중동     | 권중동     | 권중동     | 권중동     | 정한주     | 정한주     | 정한주     | 정한주      | 조철권     | 조철권       | 조철권     | 이헌기     | 이헌기     | 이헌기     | 이헌기     | 이헌기     | 이헌기      |
| 교통부 장관     | 고건       | 윤자중     | 윤자중     | 윤자중     | 윤자중     | 윤자중     | 윤자중     | 이희성     | 이희성     | 이희성     | 손수익      | 손수익     | 손수익       | 손수익     | 차규헌     | 차규헌     | 차규헌     | 차규헌     | 차규헌     | 차규헌      |
| 체신부 장관     | 김기철     | 최광수     | 최광수     | 최광수     | 최광수     | 최광수     | 최광수     | 최순달     | 최순달     | 최순달     | 김성진      | 이자헌     | 이자헌       | 이자헌     | 이대순     | 이대순     | 이대순     | 오명       | 오명       | 오명        |
| 문화공보부 장관 | 이광표     | 이광표     | 이광표     | 이광표     | 이광표     | 이광표     | 이광표     | 이진희     | 이진희     | 이진희     | 이진희      | 이원홍     | 이원홍       | 이원홍     | 이웅희     | 이웅희     | 이웅희     | 이웅희     | 이웅희     | 이웅희      |
| 총무처 장관     | 김용휴     | 김용휴     | 김용휴     | 김용휴     | 김용휴     | 김용휴     | 김용휴     | 박찬긍     | 박찬긍     | 박찬긍     | 박찬긍      | 박세직     | 박세직       | 정관용     | 정관용     | 정관용     | 정관용     | 장기오     | 장기오     | 장기오      |
| 과학기술처 장관 | 이정오     | 이정오     | 이정오     | 이정오     | 이정오     | 이정오     | 이정오     | 이정오     | 이정오     | 이정오     | 이정오      | 김성진     | 김성진       | 전학제     | 이태섭     | 이태섭     | 이태섭     | 박긍식     | 박긍식     | 박긍식      |
| 정무제1장관     |            |            | 정종택     | 정종택     | 정종택     | 정종택     | 정종택     | 오세응     | 오세응     | 오세응     | 이태섭      | 정재철     | 정재철       | 정재철     | 정재철     | 정재철     | 조기상     | 이종률     | 이종률     | 이종률      |
| 정무제2장관     |            |            | 공석       | 노태우     | 노태우     | 공석       | 공석       | 공석       | 공석       | 공석       | 공석        | 공석       | 공석         | 공석       | 공석       | 공석       | 공석       | 공석       | 공석       | 공석        |
| 정무제3장관     |            |            | 공석       | 공석       | 공석       |            |            |            |            |            |             |            |              |            |            |            |            |            |            |             |

## 같이 보기
- 대한민국 제5공화국
- 국무위원